# Eugène Héros
Eugène Paul Héros né à Paris 2e le 14 août 1860 et mort à Paris 9e le 8 décembre 1925, est un auteur dramatique et chansonnier français.

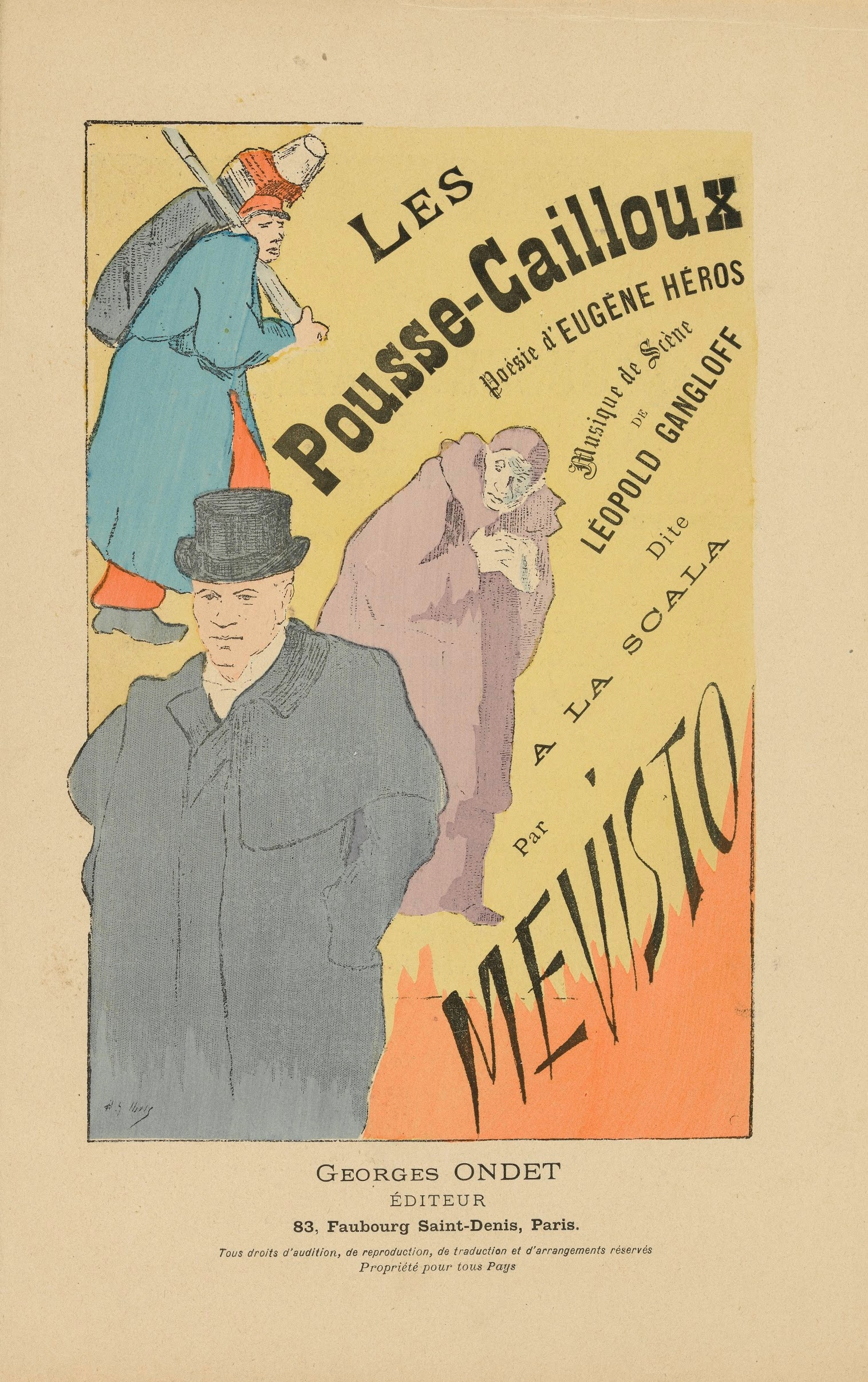
Les Pousse-Cailloux, poésie d'Eugène Héros, mise en musique et représentée à la Scala par Jules Mévisto.

## Biographie
Avocat, membre du Chat noir, il collabore entre autres, au Figaro et à La France et devient directeur du théâtre du Palais Royal (1907-1910) puis de La Scala (1914-1918). Ses pièces ont été représentées sur les plus grandes scènes parisiennes du XIXe siècle et du début du XXe : théâtre des Variétés, théâtre Cluny, Palais Royal, théâtre de la Renaissance, Bataclan, Bobino, etc.
Fondateur de la Revue Le Gueux (1891-1892), plusieurs de ses chansons ont été publiées dans La Rampe et dans le Gil-Blas illustré, de 1892 à 1900. Elles ont été interprétées entre autres par Jean Sablon ou Janette Levasseur.
Eugène Héros repose au cimetière du Père Lachaise (94e division).

## Œuvres
Théâtre
- 1885 : La Noce à Génie
- 1888 : Il a des bottes !, revue en 3 tableaux, avec Georges Bertal
- 1889 : En livrée, vaudeville en 1 acte, avec Achille Mélandri
- 1890 : Le Roi Claquette, opérette en 1 acte, musique de Félix Chaudoir
- 1891 : Les Étrennes de M. Trouillard, folie-opérette en 1 acte, musique de Léopold Gangloff
- 1891 : Le Fils de Madame Blum, monologue
- 1891 : La Partie de baccara, comédie-vaudeville en 1 acte
- 1892 : L'Héritier, opérette-bouffe en 1 acte, musique de Léopold Gangloff
- 1895 : Leur bonheur !, comédie-vaudeville en 1 acte, avec Georges Mathieu
- 1897 : La Tziganie dans les ménages, pièce en 1 acte et 2 tableaux, avec Adolphe Jost
- 1898 : Qui va à la chasse, opérette en 1 acte, avec Alfred Delilia, musique de Duhem
- 1898 : À l'Alcazar... de la fourchette, drame à grand spectacle en 1 acte et 4 tableaux
- 1900 : Nostalgie, drame en 1 acte, avec Trébla
- 1900 : Sa crotte !, comédie-vaudeville en 1 acte, avec Harry Blount
- 1900 : Paris boycocotté, revue en deux actes et cinq tableaux, avec Charles Mougel
- 1900 : La Revue roulante, en deux actes et quatre tableaux
- 1901 : Fleurissez-vous, Mesdames !, avec Paul Gavault
- 1902 : Le Pont d'Avignon, comédie-vaudeville, avec Noël Villiers
- 1902 : Le Cartel, comédie-vaudeville en 1 acte
- 1902 : Chez qui ?, revue - Féerie en 1 acte et 2 tableaux
- 1902 : Family-Hôtel, vaudeville en 3 actes, avec Paul Gavault et Eugène Millou
- 1903 : Reims s'expose, revue en 1 acte et 3 tableaux
- 1904 : Veinard !, vaudeville-opérette en 2 actes et 5 tableaux
- 1905 : Le Chasseur de canards, comédie en 1 acte
- 1905 : Don Juan moderne, vaudeville en 1 acte
- 1905 : Pâquerette, pièce en 1 acte, avec Léon Abric
- 1906 : Il est ignoble avec Bouchard !, vaudeville en 1 acte
- 1906 : Les Suites d'un premier mai, vaudeville en 1 acte, avec P.-L. Flers
- 1906 : La Veuve, pièce en 1 acte, avec Abric
- 1907 : La Revue du centenaire, avec P.-L. Flers, musique d'Alfred Fock
- 1907 : Ah ! Moumoute !, folie-opérette en 2 actes et 6 tableaux, avec P.-L. Flers
- 1907 : Dans les vieux pots, comédie en 1 acte, avec Trébla
- 1907 : Salu...e !, revue en deux actes et huit tableaux, avec P.-L. Flers
- 1908 : Les Tribulations d'un gendre
- L'Arbitre, saynète comique, avec Léon Garnier, non datée
- Le Coup du gendarme, pantomime, non datée
- La Femme sans bras, monologue, avec Ernest Gerny, non daté
- Le Circuit du Ceste, opérette revue féerie vaudeville en deux actes et dix sept tableaux, avec P.-L. Flers, non daté
- Penses-tu !, revue en deux actes et huit tableaux, non datée

Chansons
- Mon p'tit salé, berceuse argotique, musique d'Henri Chatau, 1891
- Ah ! c' que j' m'embête !, musique de Léopold Gangloff, 1892
- Ballade du ventre, chanson, musique de Henri Albertini, 1892
- Les Trois Chemises !, chanson, musique de Léopold Gangloff, 1892
- Les Bibis !, musique de Léopold Gangloff, 1892
- Les Pousse-cailloux !, musique de Léopold Gangloff, 1893
- Çà vous coûte si peu !, chanson, musique de Léopold Gangloff, 1894
- La Cigarière, chanson espagnole., musique d'Eugène Dédé fils, 1894
- Libre Échange !, chanson, musique de Fragson, 1894
- Lingaling, chansonnette, musique d'Eugène Dédé fils, 1894
- La Prière du gueux !, poésie d' Eugène Héros, musique de scène de Léopold Gangloff, 1894
- Nos parents !, histoire biblique, musique de Gangloff, 1895
- La Rosse, chanson, musique arrangée par Jules Lasaïgues, sur la chanson anglaise La Didily Idily de C.-M. Rodney, 1895
- Ah ! Viens !, chanson valse, musique de Ernest Gillet, 1896
- Contrastes !, chanson, musique de Ernest Lerwile, 1896
- La Michonnette, musique de Paul Delmet, 1896
- Pik et Ponk et Poo !, chanson-scie tirée de l'anglais, paroles de Eugène Héros, musique arrangée par Gaston Maquis, 1896
- La Queue du diable, pièce fantastique en 2 actes, avec Léon Garnier, 1896
- Ce qu'elles coûtent !, chansonnette comiques, musique de Félix Chaudoir, 1897
- Revanche !, musique de Jean Varney, 1897
- Les Honnêtes Gens !, chanson, musique de Harry Fragson, 1897
- Paris-London !, chanson monologue, musique de Fragson, 1897
- L'Ange, musique de Émile Duhem, 1898
- Vision !, mélodie, poésie de Eugène Héros, musique de André Pradels, 1898
- Voyage de noces, rondeau, musique d'Émile Bonnamy, 1898
- Toutes les mêmes !, musique de Félicien Vargues, 1899
- Les Huit Reflets !, chansonnette, musique d'Émile Spencer, 1900
- Premier Baiser !, valse chantée sur les motifs de l'Ange qui passe, paroles de Eugène Héros, musique de William Salabert, 1900
- Viv' l'Exposition !, musique de William, 1900
- Laissez glaner !, musique de Gustave Goublier, 1901
- Inutile Beauté !, poésie de Eugène Héros, musique de Paul Fauchey, 1902
- Ludo Ratz. Je ne veux pas !, valse chantée, musique de Louis Bernard-Saraz, 1902
- Jeu de Massacre !, chansonnette, paroles de Eugène Héros et de Jean Varney, musique de Émile Lassailly, 1902
- Tout passe !, valse chantée, paroles de Paul Gavault et Eugène Héros, musique de Rodolphe Berger, 1902
- Avec difficile !, valse chantée, poésie de Eugène Héros, musique de Paul Fauchey, 1903
- J'ai trois Fleurs dans mon jardin !, poésie de Eugène Héros, musique de Louis Auguin, 1903
- Le Pisteur !, chansonnette, musique de Louis Diodet, 1903
- La Bien-aimée !, valse chantée, musique de Paul Wachs, 1904
- L'Amour obligatoire, chansonnette, d'après la marche américaine Anona de Vivian Grey, paroles de P.-L. Flers et Heros, musique arrangée par Charles Thony, 1906
- Margotin marche, chanson sur les motifs de The British Patrol de G. Ash, paroles de Héros et André Mauprey, musique de Mauprey et Thony, 1906
- Baisers fleuris, valse, poésie de Eugène Héros, musique Youssef Khan Nazare-Aga, 1908
- Hop ! eh ! ah ! di ! ohe !, chanson populaire, avec Flers, musique de Auguste Bosc, 1910
- Bal du Moulin Rouge, non daté
- Pourquoi ne pas m'aimer ?, valse chantée sur les motifs de la Valse bleue (sans accords), musique d'Alfred Margis, non datée[4]
- P'tit Cochon, musique de Fragson, non datée

Autres
- Le Brésil à l'Exposition universelle de 1889, avec Alfred Marchand, 1889
- Suppression de l'Assistance publique, 1890
- La Grosse Marie, 1896
- Les Lyriques, poésies, 1898
- Le Théâtre du Palais Royal de la Montansier à la fin du siècle. Notes et souvenirs, 1901
- Le Théâtre anecdotique, petites histoires de théâtre, préface de Tristan Bernard et Paul Gavault, 1912
- Les Parodies, non daté